# ROKS Suwon
Le ROKS Suwon (PCC-752) est une corvette de classe Donghae de la marine de la république de Corée. Il tire son nom de Suwon, la capitale et la plus grande ville de la province de Gyeonggi, la province la plus peuplée de Corée du Sud. Tous les navires de la classe Donghae ont été nommés d’après des villes en Corée du Sud.

## Conception
Les navires de la classe Donghae sont classés comme « corvette de patrouille de combat » (PCC). Ces navires ont pour mission principale de patrouiller les zones côtières. Les corvettes sont conçues pour effectuer des missions de surveillance et de patrouille dans une zone définie. Les corvettes sont une plate-forme qui permet un fonctionnement sûr, tout en maintenant une surveillance aérienne et sous-marine continue.
Leur déplacement à pleine charge est de 1076 tonnes. Bien que de petite taille, ils ont diverses capacités anti-surface, anti-sous-marine et antiaérienne. Les navires de cette classe ont un canon compact OTO Melara de 76 mm, deux canons antiaériens Emerson de 30 mm, un canon antiaérien Bofors 40 mm, un sonar PHS-32, 6 torpilles de 324 mm, et 12 charges de profondeur. Ils sont très similaires à la classe Pohang mais on peut les en distinguer car ils en diffèrent par leurs canons et la forme de leur mât (mât en treillis).

## Carrière
Le ROKS Suwon (PCC-752) a été construit par Korea Takoma Shipyard (KTS, de nos jours Hanjin Heavy Industries Co. Ltd.) à Pusan en Corée du Sud. Il a été lancé le 18 décembre 1982 et mis en service le 21 décembre 1983. Il a été désarmé le 30 juin 2010.